# Соловеевка
Солове́евка (укр. Соловіївка) — село на Украине, находится в Брусиловском районе Житомирской области.
Код КОАТУУ — 1820985601. Население по переписи 2001 года составляет 892 человека. Почтовый индекс — 12633. Телефонный код — 4162. Занимает площадь 34,65 км².

## Адрес местного совета
12633, Житомирская область, Брусиловский р-н, с. Соловеевка, ул. И.Франко